# Parve (Judentum)
Parve (hebr.: „פרווה“, jiddisch: parve, „neutral“) ist ein im Zusammenhang mit der Kaschrut, dem jüdischen Speisegesetz, verwendeter Begriff. Als parve werden Lebensmittel bezeichnet, die weder milch- noch fleischhaltig sind, bzw. Utensilien, die nur für parve Lebensmittel Verwendung finden. Zu diesen Lebensmitteln gehören unter anderem Eier, Früchte, Gemüse, Getreide, Fisch und rohe, nicht verarbeitete Säfte. Ein typisch jüdisches Parve-Gericht ist Gefilte Fisch.